# هالیرهوتیوس
هالیرهوتیوس پسر پوزئیدون خدای المپ از نیمفی به نام ائورته بود که داستان‌های مختلفی پیرامون او در اساطیر یونان وجود دارد.

## اسطوره‌شناسی

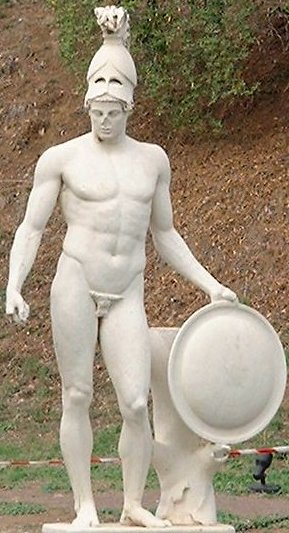
مجسمه هالیرهوتیوس

طبق یک روایت هالیرهوتیوس در نزدیکی آکروپولیس آتن به آلکیپه دختر آرس یکی دیگر از خدایان المپ تجاوز کرد. آرس او را در جا کشت. پوزئیدون از آرس به شورای خدایان شکایت کرد. دادگاه آرس در مکانی که امروزه آرئوپاگوس (به معنای تپه آرس) شناخته می‌شود, برگزار شد. آرس در این دادگاه تبرئه شد. در این مکان بود که به جرائم قتل در آتن رسیدگی می‌شود.
طبق روایت دیگر هالیرهوتیوس به درخواست پوزئیدون با تبر به سراغ درختان زیتون مقدس الهه آتنا در آکروپولیس رفت اما تبر درخت را قطع نکرد و به خود او برگشت که در نتیجه آن هالیرهوتیوس کشته شد.